# Archidiocèse d'Hyderabad
Ne doit pas être confondu avec Diocèse de Hyderabad.
L’archidiocèse d’Hyderabad est une circonscription ecclésiastique de l’Église catholique dans l’État de Telangana en Inde. Un vicariat apostolique érigé en 1851 devient diocèse en 1886 et archidiocèse métropolitain en 1953. L’archevêque actuel est Mgr Anthony Poola.

## Histoire
En 1851, le pape Pie IX érige le vicariat apostolique d’Hyderabad, retirant le territoire de la juridiction de l’archidiocèse de Mylapore. Hyderabad est un des vicariats créés au XIXe siècle en vue de soustraire certains territoires missionnaires du contrôle que le Portugal tente d’exercer par le maintien du Padroado.
Confié à la Société des missions étrangères italiennes (PIME), le vicariat devient un diocèse en octobre 1886 lorsque Léon XIII par la constitution apostolique Humanae salutis érige les structures de la hiérarchie catholique sur l’ensemble du territoire de l’Inde britannique.
En 1928, 1933 et 1952 respectivement, les diocèses (d’abord Mission sui juris) de Bellary (Karnataka), Vijayawada (anciennement Bezwada) et Warangal en sont détachés.
Le 19 septembre 1953, le diocèse d'Hyderabad est élevé au rang d’archidiocèse métropolitain par le pape Pie XII par la constitution apostolique Mutant res. Le nombre de catholiques continuant à augmenter de nouvelles entités ecclésiastiques sont créées, entièrement ou partiellement, à partir d’Hyderabad, ainsi : Nalgonda (en) en 1976, Aurangabad (Maharashtra) en 1977 et Gulbarga en 2005.
Les diocèses de Cuddapah (en), Khammam, Kurnool, Nalgonda (en) et Warangal lui sont suffragants. La langue principale est le téelougou. Il compte quelque 110.000 fidèles regroupés en 95 paroisses, moins d’un pour cent de la population globale avec plus de 300 prêtres et un millier de religieuses à leur service. 

## Ordinaires

### Vicaires apostoliques
- 1851-1865 : Daniel Murphy, nommé évêque coadjuteur à Hobart
- 1870-1881 : Domenico Barbero, PIME.
- 1882-1886 : Pietro Caprotti, PIME.

### Évêques
- 1886-1897 : Pietro Caprotti, PIME.
- 1897-1909 : Pietro Andrea Viganò, PIME, démissionnaire
- 1909-1948 : Dionigi Vismara, PIME, démissionnaire.
- 1950-1953 : Alfonso Beretta, PIME, nommé évêque de Warangal.

### Archevêques
- 1953-1971 : Joseph Mark Gopu.
- 1971-2000 : Saminini Arulappa, démissionnaire.
- 2000-2010 : Marampudi Joji
- 2011-2020 : Thumma Bala
- Depuis 2020 : Anthony Poola, créé cardinal en 2022.